# Червена чапла
Червената чапла (Ardea purpurea) наричана още и „ръждива чапла“ е птица от семейство Чаплови. Среща се и в България.

## Физическа характеристика
- Дължината на тялото – 80-90 cm.
- Размаха на крилете — около 140-145 cm.
- Тегло – 600-1400 гр.
- Полов диморфизъм – слабо изразен.
- Оперение — преобладаващо в сиви и ръждиви тонове.
- Полет — с тежки махове и сгъната шия.

Напомня по външен вид много на сродната ѝ сива чапла, но е по-дребна и в ръждиви тонове.

## Разпространение и биотоп
В Европа (включително България), Африка и Азия. Обитава бреговете на езера и реки, най-често обрасли с растителност. Не се среща сред големи горски масиви. В Европа прекарва само размножителния период. Долита април и през септември отлита да зимува в Африка, достигайки екватора.

## Начин на живот и хранене
Храни се предимно с риба, която дори да е значително едра на пръв поглед лесно бива погълната. Също така яде и змии, мишки, насекоми, земноводни, яйца, останки от мъртви животни, крастави и други жаби способни да отделят отровен секрет. Подобно на сивата чапла когато ловува се движи бавно и често замръзва дебнейки плячката си, но както често се случва с близкородствени видове с нея всъщност заемат различни хранителни ниши и няма конкуренция между тях. Сивата чапла търси храната си в заливи с малка дълбочина и в открити води, където може да ходи свободно.
Когато е заплашена подобно на някои други видове чапли заема особена маскировъчна стойка с опъната нагоре шия и човка. Между папура и тръстиката застанала в тази стойка става много трудно забележима. Заемат я преди всичко малките и само в краен случай възрастните птици.

## Размножаване
- Моногамни птици.
- Гнездо — Рядко гнезди самостоятелно, най-често образува колонии. Построява го често върху папур или по-здрава тръстика, на височина понякога до 2 м. Изненадващо е да се види как крехкия папур издържа сравнително голямото и тежко гнездо включително с цялата фамилия птици в него. Много рядко го строи на дървета, като по изключение може да бъде и на височината на гнездото на сивата чапла. Строят го и двамата родители и по време на строежа и мътенето изпълняват многобройни и сложни ритуали. Периодично го поправят ако се развали по време на мътенето или отглеждането на малките. Първоначално има вдлъбната форма, като към края на отглеждането на малките става вече плоска.
- Яйца – 3-8 броя, дълги около 55 мм и светлосини на цвят.
- Мътене — трае 24-28 дни и се извършва и от двамата родители. Започва веднага след снасянето на първото яйце.
- Отглеждане на малките — малките напускат гнездото на около 45-50 дневна възраст. Още на 10 дневна възраст малките започват да се крият в околната тръстика щом се почувстват заплашени и след това се връщат в гнездото. Родителите им носят храна в гушата си. За да си поискат храната малките хващат човката на родителя и я дърпат към тях. Отстрани изглежда, че се бият, но всъщност това един много свойствен ритуал в семейство чаплови. Постепенно още преди да са се научили да летят маките започват да се придвижват сред блатната растителност, но продължават да бъдат хранени в гнездото-платформа от родителите си.
- Отглежда едно люпило годишно.

## Допълнителни сведения
На територията на България е защитен от закона вид.
Среща се в Драгоманското и Алдомировско блато.